# Edições do Carnatal
A lista abaixo contém todas as edições do Carnatal, uma das maiores micaretas do Brasil e considerada o principal carnaval fora de época da cidade de Natal, no Rio Grande do Norte. O evento teve sua primeira edição realizada em 1991 e, desde então, tornou-se uma tradição anual, atraindo milhares de foliões de diversas regiões do país. Ao longo dos anos, o Carnatal passou por mudanças de percurso, formato e atrações, consolidando-se como um dos eventos mais importantes do calendário cultural do Nordeste brasileiro.

## 1ª edição (1991)
A primeira edição do Carnatal foi realizada entre os dias 6 e 8 de dezembro. Idealizado como um carnaval fora de época inspirado nos modelos de Salvador, o evento surgiu com o objetivo de movimentar o turismo e a economia local no final do ano. O Carnatal de 1991 ocorreu em um circuito improvisado na Avenida Salgado Filho, principal via da cidade, e atraiu aproximadamente 30 mil foliões em seus três dias de festa.
O evento contou com apenas um bloco oficial, o Bloco Caju, que teve como atrações principais Cheiro de Amor, liderado por Márcia Freire na época, Netinho e a Banda Mel, consolidando desde o início o protagonismo dos artistas baianos na festa. A estrutura foi modesta em comparação aos anos posteriores, com apenas 12 camarotes e sem arquibancadas. Ainda assim, o sucesso da estreia surpreendeu os organizadores e fomentou o crescimento do evento nos anos seguintes.
O Carnatal de 1991 marcou o início da tradição dos trios elétricos e abadás em Natal, importando para o Rio Grande do Norte o formato já consagrado na Bahia. A micareta rapidamente se tornou um dos maiores eventos do estado, impulsionando o turismo e se firmando no calendário cultural do Nordeste.
| Bloco      | Atrações                               | Dias  |
| ---------- | -------------------------------------- | ----- |
| Bloco Caju | - Cheiro de Amor - Netinho - Banda Mel | 6 a 8 |

## 2ª edição (1992)
A 2ª edição do Carnatal ocorreu entre os dias 4 e 6 de dezembro, mantendo o percurso no centro de Natal, especificamente na Avenida Salgado Filho. Houve ampliação da estrutura, com o número de camarotes passando de 12 para 36, e estima-se que cerca de 50 000 foliões participaram do evento ao longo dos três dias.
Nesta edição, o evento contou com o retorno do Bloco Caju, puxado por Cheiro de Amor, Chiclete com Banana, Banda Mel e Netinho, além da nova participação do bloco Bicho, com Ricardo Chaves, do bloco Coco Bambu, comandado por Asa de Águia, e do bloco alternativo Burro Elétrico, formado por jornalistas e publicitários locais.
| Bloco          | Atrações                                           | Dias  |
| -------------- | -------------------------------------------------- | ----- |
| Bloco Caju     | - Cheiro de Amor - Chiclete com Banana - Banda Mel | 4 a 6 |
| Bikoka         | Netinho                                            | 4 a 6 |
| Bicho          | Ricardo Chaves                                     | 4 a 6 |
| Coco Bambu     | Asa de Águia                                       | 4 a 6 |
| Burro Elétrico | —                                                  | 4 a 6 |

## 3ª edição (1993)
A 3ª edição do Carnatal foi realizada entre os dias 3 e 5 de dezembro, mantendo a festa no circuito do centro da cidade, com saída do Palácio dos Esportes, na Avenida Hermes da Fonseca, e chegada na Avenida Salgado Filho. Esse trajeto foi utilizado pela última vez antes da mudança definitiva para o entorno do Estádio Machadão nos anos seguintes.
Em 1993, o evento expandiu sua estrutura e inovou com a montagem de arquibancadas, além de camarotes e pontos de apoio médico. Houve um crescimento no número de blocos e de atrações musicais, marcando a estreia do Nana Banana, comandado pelo Chiclete com Banana, e do Bicho Papão, puxado por Ricardo Chaves. Esses blocos ajudaram a consolidar a participação dos artistas da música baiana, dando ao evento um perfil mais profissional e reforçando a tradição dos trios elétricos em Natal.
A edição contou ainda com a participação do tradicional Bloco Caju, puxado por Cheiro de Amor, e da continuidade do Coco Bambu, com Asa de Águia. O cantor Netinho desfilou novamente no Bikoka, bloco alternativo que também reuniu outros artistas locais e atrações regionais. Estima-se que mais de 60 mil foliões participaram da micareta ao longo dos três dias, consolidando o Carnatal como o principal carnaval fora de época do Nordeste.
| Bloco       | Atrações            | Dias  |
| ----------- | ------------------- | ----- |
| Bloco Caju  | Cheiro de Amor      | 3 a 5 |
| Bikoka      | Netinho             | 3 a 5 |
| Bicho Papão | Ricardo Chaves      | 3 a 5 |
| Coco Bambu  | Asa de Águia        | 3 a 5 |
| Nana Banana | Chiclete com Banana | 3 a 5 |

## 4ª edição (1994)
A 4ª edição do Carnatal foi realizada entre os dias 2 e 4 de dezembro, e ficou marcada como um divisor de águas na história da micareta potiguar. Nesta edição, o evento mudou oficialmente de local, saindo do centro da cidade e sendo transferido para o entorno do Estádio Machadão, criando o tradicional “Corredor da Folia”.
A estrutura do evento cresceu consideravelmente em 1994: foram montados 525 camarotes, além de arquibancadas e um sistema de segurança reforçado. Estima-se que mais de 50 mil foliões por noite participaram da festa, consolidando o Carnatal como a maior micareta fora de época do Nordeste naquele momento. Houve também a inclusão de blocos alternativos e infantis, o que ampliou ainda mais o público da festa.
Os principais blocos e atrações da edição foram o Nana Banana, com o Chiclete com Banana; o Jerimum, puxado pelo Asa de Águia; e o tradicional Bloco Caju, comandado pelo Cheiro de Amor. O Bicho Papão, com Ricardo Chaves, também participou do circuito oficial, assim como blocos alternativos como o Banda do Cajueiro, o Melomania, e o Pimenta Nativa, que garantiram a diversidade de atrações ao longo dos três dias de festa.
| Bloco             | Atrações            | Dias  |
| ----------------- | ------------------- | ----- |
| Bloco Caju        | Cheiro de Amor      | 2 a 4 |
| Nana Banana       | Chiclete com Banana | 2 a 4 |
| Jerimum           | Asa de Águia        | 2 a 4 |
| Bicho Papão       | Ricardo Chaves      | 2 a 4 |
| Banda do Cajueiro | —                   | 2 a 4 |
| Melomania         | —                   | 2 a 4 |
| Pimenta Nativa    | —                   | 2 a 4 |

## 5ª edição (1995)
A 5ª edição do Carnatal aconteceu entre os dias 1 e 3 de dezembro, consolidando ainda mais a micareta como o principal evento popular de Natal e uma das maiores festas do gênero no Brasil. O evento ocorreu novamente no entorno do Estádio Machadão, no chamado Corredor da Folia, e bateu recordes de público e estrutura em relação aos anos anteriores.
Segundo dados da época, mais de 200 mil pessoas por noite circularam pelo circuito, com uma estrutura composta por 525 camarotes, arquibancadas com capacidade para 6.500 pessoas e cerca de 800 seguranças atuando por dia. A montagem da estrutura metálica foi considerada uma das maiores já usadas em eventos de rua no país, com cerca de 700 metros de extensão.
Os blocos e trios trouxeram os maiores artistas do axé e da música baiana do momento. O Nana Banana foi novamente comandado pelo Chiclete com Banana, o Bicho Papão por Ricardo Chaves, e o Caju teve a presença do Cheiro de Amor. Além desses, o bloco Bikoka, com Netinho, e o tradicional Jerimum, com Asa de Águia, fizeram parte do circuito. Os blocos infantis também marcaram presença, como o Papãozinho, o Patotinha e o Meu Guri, todos desfilando durante o dia, com atrações específicas para o público infantil.
| Bloco                 | Atrações            | Dias  |
| --------------------- | ------------------- | ----- |
| Caju                  | Cheiro de Amor      | 1 a 3 |
| Nana Banana           | Chiclete com Banana | 1 a 3 |
| Bicho Papão           | Ricardo Chaves      | 1 a 3 |
| Bikoka                | Netinho             | 1 a 3 |
| Jerimum               | Asa de Águia        | 1 a 3 |
| Virgulino             | Pimenta Nativa      | 1 a 3 |
| Papãozinho (infantil) | —                   | 1 a 3 |
| Patotinha (infantil)  | —                   | 1 a 3 |
| Meu Guri (infantil)   | —                   | 1 a 3 |

## 6ª edição (1996)
A 6ª edição do Carnatal foi realizada entre os dias 6 e 8 de dezembro, mantendo o formato já consagrado no entorno do Estádio Machadão, no chamado Corredor da Folia. O evento atraiu mais de 200 mil pessoas por noite, consolidando ainda mais a festa como uma das maiores micaretas do Brasil na década de 1990.
A infraestrutura do evento cresceu, passando a contar com 17 blocos, entre oficiais, alternativos e infantis, além de trios elétricos próprios para cada bloco, o que se tornou uma marca do Carnatal. A segurança foi reforçada, e houve investimentos em serviços médicos, camarotes e arquibancadas, seguindo a tendência de profissionalização da festa. Nesta edição, consolidou-se a participação de artistas da cena baiana, como Chiclete com Banana, Asa de Águia, Cheiro de Amor, Banda Eva e Ricardo Chaves, além da estreia de bandas regionais e de blocos alternativos no circuito oficial.
O evento também contou com atrações de outros gêneros, como o samba-reggae da Timbalada e a banda Feras, diversificando a programação musical. Os blocos infantis mantiveram presença significativa, com trios adaptados para o público mirim e horários especiais de desfile durante o dia.
| Bloco                 | Atrações                  | Dias  |
| --------------------- | ------------------------- | ----- |
| Caju                  | Cheiro de Amor            | 1 a 3 |
| Nana Banana           | Chiclete com Banana       | 1 a 3 |
| Bicho Papão           | Ricardo Chaves            | 1 a 3 |
| Jerimum               | Asa de Águia              | 1 a 3 |
| Bikoka                | Netinho                   | 1 a 3 |
| Papãozinho (infantil) | —                         | 1 a 3 |
| Patotinha (infantil)  | —                         | 1 a 3 |
| Meu Guri (infantil)   | —                         | 1 a 3 |
| —                     | Banda Feras               | 1 a 3 |
| —                     | Banda Mel                 | 1 a 3 |
| —                     | Banda Pinguim             | 1 a 3 |
| —                     | Pimenta Nativa            | 1 a 3 |
| —                     | Timbalada                 | 1 a 3 |
| —                     | Jheremias Não Bate Corner | 1 a 3 |
| —                     | Nonato Negão              | 1 a 3 |
| —                     | Pedro Mendes              | 1 a 3 |
| —                     | Banda Patrulha            | 1 a 3 |

## 7ª edição (1997)
A 7ª edição do Carnatal aconteceu entre os dias 29 de novembro e 7 de dezembro, com os desfiles oficiais ocorrendo de 4 a 7 de dezembro. O evento foi ampliado em relação aos anos anteriores, com uma prévia de dois dias (29 e 30 de novembro) e mais quatro dias de desfile principal, consolidando o Carnatal como uma das maiores micaretas do país.
O circuito foi mantido no entorno do Estádio Machadão, com aproximadamente 600 metros de percurso. A estrutura contou com 437 camarotes, arquibancadas para 10 mil pessoas e um efetivo de 11 mil trabalhadores entre segurança, apoio e serviços gerais. O público total foi estimado em 200 mil pessoas por noite, com um forte fluxo de turistas vindos de outras regiões do Brasil, sobretudo do Nordeste, além de Brasília e São Paulo.
O Carnatal de 1997 também ficou marcado pela diversidade de atrações. Além dos tradicionais blocos de axé, o evento trouxe o pagode como novidade, com a participação do Molejo e do É o Tchan!, ampliando o leque de ritmos da micareta. Entre as atrações principais estavam Chiclete com Banana, Asa de Águia, Cheiro de Amor, Ricardo Chaves, Ara Ketu, Pimenta Nativa, e a estreia do grupo É o Tchan!, que liderava a febre do pagode baiano no Brasil.
| Bloco          | Atrações            | Dias  |
| -------------- | ------------------- | ----- |
| Caju           | Ara Ketu            | 4 a 7 |
| Nana Banana    | Chiclete com Banana | 4 a 7 |
| Bicho Papão    | Ricardo Chaves      | 4 a 7 |
| Jerimum        | Asa de Águia        | 4 a 7 |
| Colônia Pinel  | Asa de Águia        | 4 a 7 |
| Biruta         | - Banda Mel - Xexéu | 4 a 7 |
| Moleque        | Molejo              | 4 a 7 |
| Virgulino      | —                   | 4 a 7 |
| Meu Xodó       | —                   | 4 a 7 |
| Coco Maluco    | —                   | 4 a 7 |
| Burro Elétrico | —                   |       |

## 8ª edição (1998)
A 8ª edição do Carnatal foi realizada entre os dias 5 e 13 de dezembro, com os desfiles oficiais de blocos ocorrendo entre 10 e 13 de dezembro. O evento consolidou ainda mais a tradição da micareta potiguar, reunindo uma estrutura grandiosa no entorno do Estádio Machadão e reafirmando o Carnatal como uma das maiores festas populares do Brasil.
Em 1998, o Carnatal apresentou uma das maiores estruturas da década, com 12 blocos oficiais, além de blocos alternativos e infantis. O público estimado foi de aproximadamente 200 mil pessoas por noite, incluindo foliões de Natal, turistas de outros estados e uma ampla participação de caravanas vindas do Norte e do Centro-Oeste do país. A festa contou com trios elétricos exclusivos para cada bloco, prática consolidada desde edições anteriores, e com reforço nos camarotes, arquibancadas e serviços médicos e de segurança.
As atrações musicais de 1998 destacaram os principais nomes do axé e da música baiana, com bandas como Chiclete com Banana, Asa de Águia, Cheiro de Amor, Jammil e Uma Noites, Banda Eva, Ricardo Chaves e Pimenta Nativa. Também participaram artistas regionais e bandas de ritmos variados, como o samba-reggae da Timbalada e o pagode do Molejo, ampliando a diversidade musical da micareta.
| Bloco          | Atrações                     | Dias    |
| -------------- | ---------------------------- | ------- |
| Caju           | Ara Ketu                     | 10 a 13 |
| Nana Banana    | Chiclete com Banana          | 10 a 13 |
| Bicho Papão    | - Ricardo Chaves - Banda Eva | 10 a 13 |
| Jerimum        | Asa de Águia                 | 10 a 13 |
| Patotinha      | Banda Patrulha               | 10 a 13 |
| Coco Maluco    | Banda di Maça                | 10 a 13 |
| Virgulino      | —                            | 10 a 13 |
| Meu Xodó       | —                            | 10 a 13 |
| Colônia Pinel  | —                            | 10 a 13 |
| Burro Elétrico | —                            | 10 a 13 |
| A Barca        | —                            | 10 a 13 |
| Alo Você       | —                            | 10 a 13 |
| —              | Ara Ketu                     | 10 a 13 |
| —              | Jammil e Uma Noites          | 10 a 13 |
| —              | Banda Eva                    | 10 a 13 |
| —              | Timbalada                    | 10 a 13 |
| —              | Molejo                       | 10 a 13 |
| —              | Pimenta Nativa               | 10 a 13 |
| —              | Banda Pingüim                | 10 a 13 |
| —              | Nonato Negão                 | 10 a 13 |
| —              | Jheremias Não Bate Corner    | 10 a 13 |

## 9ª edição (1999)
A 9ª edição do Carnatal aconteceu entre os dias 30 de novembro e 5 de dezembro, com os desfiles principais realizados de 2 a 5 de dezembro. Esta edição integrou as comemorações dos 400 anos de Natal, que foi fundada em 25 de dezembro de 1599. Por conta da data histórica, o Carnatal 1999 teve uma simbologia especial e foi considerado o maior evento popular das festividades dos quatrocentenários da capital potiguar.
O circuito foi novamente montado no entorno do Estádio Machadão, com percurso de aproximadamente 600 metros, camarotes e arquibancadas para milhares de pessoas. Estima-se que cerca de 40 mil foliões por bloco tenham desfilado a cada noite, com público total de aproximadamente 200 mil pessoas por dia, incluindo pipoca, camarotes e arquibancadas. A festa foi considerada um sucesso de público e crítica, movimentando o setor hoteleiro, bares e restaurantes de Natal, além de atrair turistas de várias regiões do Brasil.
As atrações musicais incluíram os principais nomes do axé e da música baiana da época, além de artistas locais e bandas de pagode e samba-reggae. Estiveram presentes Chiclete com Banana, Asa de Águia, Cheiro de Amor, Netinho, Pimenta Nativa, Banda Patrulha, Jheremias Não Bate Corner, Banda di Maçã, além dos blocos infantis e da tradicional “pipoca”. A diversidade de atrações manteve o evento como um dos maiores do gênero no país.
| Bloco          | Atrações                  | Dias  |
| -------------- | ------------------------- | ----- |
| Caju           | Cheiro de Amor            | 2 a 5 |
| Nana Banana    | Chiclete com Banana       | 2 a 5 |
| Bicho Papão    | Ricardo Chaves            | 2 a 5 |
| Jerimum        | Asa de Águia              | 2 a 5 |
| Fuzuê          | Capilé                    | 2 a 5 |
| Galo do Sol    | Almir Rouche              | 2 a 5 |
| Burro Elétrico | Banda Ovny                | 2 a 5 |
| Xô Preguiça    | Eliana                    | 2 a 5 |
| Virgulino      | —                         | 2 a 5 |
| Meu Xodó       | —                         | 2 a 5 |
| —              | Netinho                   | 2 a 5 |
| —              | Banda Patrulha            |       |
| —              | Pimenta Nativa            |       |
| —              | Jheremias Não Bate Corner |       |
| —              | Banda di Maçã             |       |

## 10ª edição (2000)
A 10ª edição do Carnatal foi realizada entre os dias 30 de novembro e 3 de dezembro, marcando uma década de existência da maior micareta do Rio Grande do Norte e uma das mais importantes do Brasil. O evento aconteceu novamente no circuito montado no entorno do Estádio Machadão, reunindo um público estimado de 120 mil pessoas por dia, entre foliões de blocos, camarotes, arquibancadas e pipoca. A edição comemorativa dos 10 anos do Carnatal foi destaque na imprensa nacional, reforçando sua posição como uma das principais festas populares do calendário brasileiro.
O Carnatal 2000 foi marcado por algumas inovações. Pela primeira vez, a festa abriu espaço para o rock nacional, com a banda Jota Quest se apresentando no circuito, trazendo um público novo e diversificando o perfil do evento. Outro momento marcante foi a estreia do grupo Harmonia do Samba, liderado por Xanddy, que introduziu o pagode baiano e o "rebolation" no repertório da micareta. Além disso, a cantora Daniela Mercury anunciou, durante sua participação no evento, que não puxaria mais blocos em micaretas, tornando o desfile de 2000 um momento simbólico de despedida desse formato.
As atrações principais mantiveram o axé e a música baiana como base, com bandas como Chiclete com Banana, Asa de Águia, Cheiro de Amor, Ricardo Chaves, Banda Eva, Netinho, Pimenta Nativa e Timbalada. A pluralidade de ritmos ampliou o alcance do evento, consolidando o Carnatal como uma das micaretas mais diversificadas do país.
| Bloco                 | Atrações            | Dias   |
| --------------------- | ------------------- | ------ |
| Caju                  | Cheiro de Amor      | 30 a 3 |
| Nana Banana           | Chiclete com Banana | 30 a 3 |
| Bicho Papão           | Ricardo Chaves      | 30 a 3 |
| Jerimum               | Asa de Águia        | 30 a 3 |
| Alo Você              | Ara Ketu            | 30 a 3 |
| A Barca               | Harmonia do Samba   | 30 a 3 |
| Campanha da Prevenção | Fera Samba          | 30 a 3 |
| Virgulino             | —                   | 30 a 3 |
| —                     | Banda Eva           | 30 a 3 |
| —                     | Netinho             | 30 a 3 |
| —                     | Timbalada           | 30 a 3 |
| —                     | Pimenta Nativa      |        |

## 11ª edição (2001)
A 11ª edição do Carnatal foi realizada entre os dias 29 de novembro e 2 de dezembro, no tradicional circuito montado no entorno do Estádio Machadão, em Natal. O evento atraiu um público estimado em 120 mil foliões por dia, consolidando o Carnatal como uma das maiores micaretas do país e um dos principais eventos turísticos do Rio Grande do Norte. Segundo a organização, a festa contou com mais de 500 camarotes, além de arquibancadas, pontos de apoio médico e segurança reforçada.
A edição de 2001 ficou marcada pelo retorno de Ivete Sangalo ao Carnatal, após sua saída da Banda Eva. Ivete puxou o bloco Jerimum, dividindo o comando com Asa de Águia e Gilmelândia, em um formato inédito de trio compartilhado. O Carnatal também contou com a estreia da Banda Beijo, comandada por Gil, e a presença de artistas consagrados como Chiclete com Banana, Cheiro de Amor, Netinho, Timbalada, Harmonia do Samba, Pimenta Nativa e Jammil e Uma Noites.
Além dos blocos oficiais, a festa contou com blocos alternativos e infantis, como o tradicional Burro Elétrico, conhecido pelo seu perfil irreverente, e o Patotinha, voltado para o público infantil. A diversidade de ritmos e atrações incluiu nomes como Elba Ramalho, Almir Rouche, É o Tchan!, As Meninas, Lane Cardoso e Sueldo Soares, ampliando o leque de estilos musicais da festa e promovendo um ambiente mais plural. O Carnatal 2001 também teve ações sociais, como campanhas de prevenção à AIDS e atividades culturais paralelas, consolidando a micareta como um evento de grande relevância social e econômica para a cidade.
| Bloco          | Atrações                                                    | Dias   |
| -------------- | ----------------------------------------------------------- | ------ |
| Caju           | Cheiro de Amor                                              | 29 a 2 |
| Nana Banana    | Chiclete com Banana                                         | 29 a 2 |
| Bicho Papão    | Ricardo Chaves                                              | 29 a 2 |
| A Barca        | Pimenta Nativa - Asa de Águia - Ivete Sangalo - Gilmelândia | 29 a 2 |
| Coco Bambu     | Jammil                                                      | 29 a 2 |
| Bakana         | - Patchanka (domingo) - As Meninas (sábado)                 | 29 a 2 |
| Burro Elétrico | —                                                           | 29 a 2 |
| —              | Capilé                                                      | 29 a 2 |
| —              | Netinho                                                     | 29 a 2 |
| —              | Banda Beijo                                                 | 29 a 2 |
| —              | Timbalada                                                   | 29 a 2 |
| —              | Harmonia do Samba                                           | 29 a 2 |
| —              | Banda Di Maçã                                               | 29 a 2 |
| —              | Almir Rouche                                                | 29 a 2 |
| —              | Elba Ramalho                                                | 29 a 2 |
| —              | As Meninas                                                  | 29 a 2 |
| —              | É o Tchan!                                                  | 29 a 2 |
| —              | Sueldo Soares                                               | 29 a 2 |
| —              | Lane Cardoso                                                | 29 a 2 |

## 12ª edição (2002)
A 12ª edição do Carnatal foi realizada entre os dias 5 e 8 de dezembro, no tradicional circuito do Estádio Machadão, em Natal. O evento manteve a grandiosidade das edições anteriores, atraindo turistas de diversas regiões do Brasil e consolidando-se como uma das maiores micaretas do país. Segundo a organização, mais de 120 mil foliões circularam diariamente pelo circuito, movimentando o setor hoteleiro, bares, restaurantes e o comércio local.
Em 2002, o Carnatal passou a adotar uma regulamentação mais rígida de horários, fruto de um acordo entre a organização e o Ministério Público do Rio Grande do Norte, para reduzir o impacto do evento nos moradores do entorno do Machadão. Outra novidade foi a volta da cantora Daniela Mercury ao circuito de micaretas, após ter anunciado sua despedida desse formato em 2000. Daniela comandou o bloco Bicho Papão, dividindo o comando com Ricardo Chaves. A edição também marcou a estreia do grupo Babado Novo, liderado por Cláudia Leitte, no comando do bloco Caju, sendo um dos primeiros grandes eventos da carreira da cantora.
Entre os outros destaques do Carnatal 2002 estiveram nomes consagrados do axé e da música baiana, como Chiclete com Banana, Asa de Águia, Cheiro de Amor, Netinho, Harmonia do Samba, Jammil e Uma Noites, Pimenta Nativa e bandas regionais. Também houve espaço para blocos alternativos e tradicionais, como o irreverente Burro Elétrico, e para blocos sociais e infantis. A pluralidade de atrações consolidou o Carnatal 2002 como um dos eventos de maior diversidade cultural do calendário potiguar.
| Bloco          | Atrações                           | Dias  |
| -------------- | ---------------------------------- | ----- |
| Caju           | Babado Novo                        | 5 a 8 |
| Nana Banana    | Chiclete com Banana                | 5 a 8 |
| Bicho Papão    | - Ricardo Chaves - Daniela Mercury | 5 a 8 |
| Cerveja & Cia  | Asa de Águia                       | 5 a 8 |
| Jerimum        | Cheiro de Amor                     | 5 a 8 |
| Acorda Doido   | Fera Samba                         | 5 a 8 |
| Galo do Sol    | Almir Rouche                       | 5 a 8 |
| Burro Elétrico | Capilé                             | 5 a 8 |

## 13ª edição (2003)
A 13ª edição do Carnatal foi realizada entre os dias 4 e 7 de dezembro, no tradicional circuito do Estádio Machadão. O evento consolidou-se como a maior micareta do país naquele ano, reunindo mais de 1 milhão de foliões ao longo dos quatro dias, segundo estimativas da organização. A estrutura da festa contou com aproximadamente 450 camarotes, arquibancadas para 10 mil pessoas, 11 mil profissionais trabalhando diretamente na realização do evento e mais de 600 metros de circuito fechado para os blocos.
O Carnatal 2003 foi marcado por uma programação diversificada, unindo nomes consagrados do axé com estreias no circuito. Um dos destaques foi o bloco Me Leva UnP, comandado pela banda Levada Louca, revelação baiana da época. Outro ponto alto foi a participação do bloco Bloco da Prevenção, com foco em campanhas de combate à AIDS, puxado pela Banda Taba. Entre os blocos infantis, o Palhacinho contou com a apresentação de Carla Cristina, ex-vocalista da Banda Cheiro de Amor, e o Baba Baby, com o show da cantora Kelly Key, fenômeno do pop nacional naquele período.
Os tradicionais blocos também marcaram presença em 2003, com artistas de destaque da axé music e do pagode baiano. Chiclete com Banana, com o bloco Nana Banana, Asa de Águia, no Cerveja & Cia, Cheiro de Amor, no bloco Cheiro, Babado Novo com Cláudia Leitte no Caju, e Ricardo Chaves, no Bicho Papão, foram algumas das atrações principais. O bloco Burro Elétrico, tradicional pela irreverência, foi novamente puxado por Capilé. Essa pluralidade de atrações contribuiu para a diversidade do público e consolidou o Carnatal como o maior evento popular do Rio Grande do Norte.
| Bloco                 | Atrações            | Dias  |
| --------------------- | ------------------- | ----- |
| Caju                  | Babado Novo         | 4 a 7 |
| Nana Banana           | Chiclete com Banana | 4 a 7 |
| Cerveja & Cia         | Asa de Águia        | 4 a 7 |
| Coco Bambu            | Asa de Águia        | 4 a 7 |
| Cheiro                | Cheiro de Amor      | 4 a 7 |
| Bicho Papão           | Bicho Papão         | 4 a 7 |
| Burro Elétrico        | Capilé              | 4 a 7 |
| Palhacinho (infantil) | Carla Cristina      | 4 a 7 |
| Baba Baby (infantil)  | Kelly Key           | 4 a 7 |

## 14ª edição (2004)
A 14ª edição do Carnatal foi realizada entre os dias 2 e 5 de dezembro, no circuito do Estádio Machadão. O evento manteve a tradição de reunir milhares de foliões, consolidando-se como uma das principais micaretas do país. Estima-se que cerca de 500 mil pessoas participaram ao longo dos quatro dias, movimentando a economia local e reforçando o impacto do evento no turismo potiguar. A estrutura do Carnatal 2004 contou com mais de 450 camarotes, arquibancadas para 10 mil pessoas, e um efetivo de segurança com mais de 8 mil profissionais envolvidos.
O Carnatal 2004 foi marcado pela pluralidade de atrações e por inovações nos blocos. O Jerimum, por exemplo, apresentou uma formação inédita com três atrações dividindo o trio: Ivete Sangalo, Saulo Fernandes (Banda Eva) e Gilmelândia, tornando-se um dos blocos mais disputados da edição. O Cerveja & Coco trouxe shows de Asa de Águia e Ivete Sangalo em noites alternadas, reforçando a presença da baiana no evento. No Bicho Papão, a Timbalada abriu a programação na sexta-feira, enquanto Ricardo Chaves comandou o sábado e o domingo. Outros artistas importantes completaram a grade, como Chiclete com Banana, no Nana Banana, e o Cheiro de Amor, no bloco Cheiro.
Além dos blocos tradicionais, o Burro Elétrico, conhecido por seu perfil irreverente e alternativo, foi puxado mais uma vez por Capilé. A edição também contou com o bloco Cidadão Nota 10, promovido pelo Governo do Estado, com foco em ações sociais e cidadania. O sucesso do evento foi garantido não só pelas atrações, mas também pela organização e logística aprimoradas, o que manteve o Carnatal entre os maiores eventos populares do Brasil.
| Bloco           | Atrações                                                      | Dias  |
| --------------- | ------------------------------------------------------------- | ----- |
| Caju            | Babado Novo                                                   | 2 a 5 |
| Jerimum         | - Ivete Sangalo - Saulo Fernandes (Banda Eva) - Gilmelândia   | 2 a 5 |
| Cerveja & Coco  | - Asa de Águia - Ivete Sangalo                                | 2 a 5 |
| Bicho Papão     | - Timbalada (sexta-feira) - Ricardo Chaves (sábado e domingo) | 2 a 5 |
| Nana Banana     | Chiclete com Banana                                           | 2 a 5 |
| Cheiro          | Cheiro de Amor                                                | 2 a 5 |
| Burro Elétrico  | Capilé                                                        | 2 a 5 |
| Cidadão Nota 10 | Margareth Menezes                                             | 2 a 5 |

## 15ª edição (2005)
A 15ª edição do Carnatal foi realizada entre os dias 1 e 4 de dezembro, mais uma vez no circuito montado no entorno do Estádio Machadão. A edição de 2005 manteve o formato de sucesso dos anos anteriores, com desfiles de blocos em circuito fechado, trios elétricos exclusivos, camarotes e arquibancadas. O público total estimado superou 500 mil foliões nos quatro dias de festa, consolidando a micareta como um dos maiores eventos populares do Brasil e o principal carnaval fora de época do país.
O Carnatal 2005 foi marcado por algumas estreias e também por atrações consagradas. A grande novidade foi a estreia do cantor Bell Marques como atração solo no bloco Voa Voa, sem o Chiclete com Banana, fato que marcou um momento simbólico da sua trajetória artística, embora ele ainda mantivesse apresentações com o grupo em outras datas. Outra atração de destaque foi o bloco Cerveja & Coco, dividido entre Ivete Sangalo e Asa de Águia, além do tradicional Bicho, comandado por Ricardo Chaves em todas as noites. O bloco Nana Banana seguiu com o Chiclete com Banana, que desfilou em dias alternados do Voa Voa.
O evento também manteve blocos tradicionais como o Cheiro, puxado pelo Cheiro de Amor, e o irreverente Burro Elétrico, comandado por Capilé. Outro destaque foi a presença do Me Leva, com a banda Araketu, e do bloco Cidadão Nota 10, voltado para ações de responsabilidade social promovidas pelo Governo do Estado. A edição de 2005 ficou marcada por uma das maiores movimentações econômicas da história do Carnatal, com lotação máxima em hotéis da cidade e impacto positivo no comércio e no turismo.
| Bloco           | Atrações                       | Dias  |
| --------------- | ------------------------------ | ----- |
| Caju            | Babado Novo                    | 1 a 4 |
| Voa Voa         | Bell Marques                   | 1 a 4 |
| Cerveja & Coco  | - Ivete Sangalo - Asa de Águia | 1 a 4 |
| Bicho           | - Ricardo Chaves - Timbalada   | 1 a 4 |
| Nana Banana     | Chiclete com Banana            | 1 a 4 |
| Cheiro          | Cheiro de Amor                 | 1 a 4 |
| Buroo Elétrico  | Capilé                         | 1 a 4 |
| Me Leva         | Ara Ketu                       | 1 a 4 |
| Cidadão Nota 10 | Cheiro de Amor                 | 1 a 4 |
| Galo do Sol     | Afrodisíaco                    | 1 a 4 |
| Jerimum         | - Gilmelândia - Banda Eva      | 1 a 4 |

## 16ª edição (2006)
A 16ª edição do Carnatal aconteceu entre os dias 30 de novembro e 3 de dezembro, mais uma vez no circuito do Estádio Machadão. Considerado um dos maiores carnavais fora de época do Brasil, o evento manteve a tradição de reunir grandes atrações da música baiana e potiguar, além de blocos alternativos e infantis. Estima-se que mais de 500 mil pessoas participaram da festa ao longo dos quatro dias, movimentando a economia da cidade e lotando hotéis, restaurantes e estabelecimentos comerciais da capital potiguar.
O Carnatal de 2006 destacou-se pela pluralidade de atrações e pelos novos formatos de blocos. O Voa Voa, comandado por Bell Marques, seguiu como um dos principais blocos da micareta, enquanto o Nana Banana continuou com o Chiclete com Banana. O Cerveja & Coco mais uma vez trouxe uma dobradinha de sucesso com Ivete Sangalo e Asa de Águia, dividindo os dias da festa. Já o tradicional Bicho foi novamente puxado por Ricardo Chaves em todas as noites. Outra novidade foi o bloco Me Abraça, que estreou no Carnatal com a banda Durval Lelys e Asa de Águia em apresentação exclusiva, além do Me Leva, comandado pelo Ara ketu, e do tradicional Burro Elétrico, com Capilé à frente.
A edição de 2006 também ficou marcada por uma ação do Ministério Público do Rio Grande do Norte, que exigiu a manutenção dos horários de encerramento para evitar transtornos aos moradores da região. A organização cumpriu os acordos, e o evento transcorreu sem maiores problemas, consolidando o Carnatal como uma festa bem estruturada e organizada. A presença do bloco Cidadão Nota 10, patrocinado pelo Governo do Estado, reforçou o aspecto social do evento, unindo diversão e responsabilidade cidadã.

### Programação

#### Corredor da Folia
| Quinta Feira (30/11)  | Quinta Feira (30/11)                   |
| Blocos                | Atrações                               |
| --------------------- | -------------------------------------- |
| Bloco Caju            | Jammil e Uma Noites (Tuca Fernandes)   |
| Bloco Nana Banana     | Chiclete com Banana                    |
| Bloco Cerveja & Coco  | Asa de Águia                           |
| Bloco Burro Elétrico  | Capilé                                 |
| Bloco Acordo Doido    | Lane Cardoso                           |
| Sexta Feira (01/12)   |                                        |
| Blocos                | Atrações                               |
| Bloco Caju            | Jammil e Uma Noites                    |
| Bloco Me Leva         | Ara Ketu (Tatau)                       |
| Bloco Galo            | Vixe Mainha (Jauperi e Pierre Onassis) |
| Bloco Nana Banana     | Chiclete com Banana                    |
| Bloco Cerveja & Coco  | Asa de Águia                           |
| Bloco Bicho           | Timbalada                              |
| Sábado (02/12)        |                                        |
| Blocos                | Atrações                               |
| Bloco Caju            | Babado Novo (Claudia Leitte)           |
| Bloco Cheiro          | Cheiro de Amor (Alinne Rosa)           |
| Bloco Galo            | Almir Rouche                           |
| Bloco Nana Banana     | Chiclete com Banana                    |
| Bloco Cidadão Nota 10 | Margareth Menezes                      |
| Bloco Cerveja & Coco  | Ivete Sangalo                          |
| Bloco Bicho           | Ricardo Chaves                         |
| Bloco Eva             | Banda Eva                              |
| Domingo (03/12)       |                                        |
| Blocos                | Atrações                               |
| Bloco Caju            | Babado Novo                            |
| Bloco Cheiro          | Cheiro de Amor                         |
| Bloco Galo            | Almir Rouche                           |
| Bloco Bicho           | Ricardo Chaves                         |

## 17ª edição (2007)
A 17ª edição do Carnatal foi realizada entre os dias 29 de novembro e 2 de dezembro, mantendo o tradicional circuito no entorno do Estádio Machadão, em Natal. A micareta seguiu consolidada como uma das maiores do país, atraindo milhares de foliões de diversas regiões do Brasil e movimentando a economia potiguar. Segundo a organização, o evento teve um público estimado em mais de 500 mil pessoas ao longo dos quatro dias, com uma ocupação hoteleira de 100% na cidade durante o período da festa.
Em 2007, a festa manteve os blocos tradicionais e trouxe novamente os principais artistas do cenário da axé music e do pagode baiano. O bloco Voa Voa, comandado por Bell Marques, seguiu como uma das principais atrações do evento, enquanto o Nana Banana manteve a tradição do Chiclete com Banana no circuito. O Cerveja & Coco foi mais uma vez dividido entre Ivete Sangalo, que comandou os primeiros dias, e Asa de Águia, liderado por Durval Lelys, no encerramento. O bloco Me Abraça, também com Durval, reforçou a participação do Asa em mais dias da festa. O tradicional Bicho continuou sob o comando de Ricardo Chaves e Timbalada, enquanto o Me Leva trouxe a banda Ara ketu. O irreverente Burro Elétrico, que sempre se destaca por sua proposta mais alternativa, foi puxado por Capilé, e o bloco social Cidadão Nota 10 contou com artistas locais e convidados especiais.
Além das atrações já consagradas, o bloco Caju trouxe a banda Babado Novo, comandada por Cláudia Leitte, em uma das últimas apresentações do grupo antes da cantora seguir carreira solo no início de 2008. O Cheiro de Amor também participou da festa com o bloco Cheiro, completando o elenco de atrações do evento. A estrutura do Carnatal 2007 contou com camarotes, arquibancadas, reforço na segurança e serviços médicos, garantindo a continuidade da micareta com organização e segurança. O evento teve impacto positivo na economia local, com geração de empregos temporários e fortalecimento do setor turístico, mantendo o Carnatal como um dos principais eventos do calendário cultural do Nordeste.

### Programação

#### Corredor da Folia
| Quinta Feira (29/11)  | Quinta Feira (29/11) |
| Blocos                | Atrações             |
| --------------------- | -------------------- |
| Burro Elétrico        | Capilé               |
| Cheiro                | Cheiro de Amor       |
| Bloco Nana Banana     | Chiclete com Banana  |
| Sexta Feira (30/11)   |                      |
| Blocos                | Atrações             |
| Bloco Bicho           | Timbalada            |
| Bloco Caju            | Jammil e Uma Noites  |
| Bloco Eva             | Netinho              |
| Bloco Cidadão Nota 10 | Lane Cardoso         |
| Bloco Me Leva         | Ara Ketu             |
| Sábado (01/12)        |                      |
| Blocos                | Atrações             |
| Bloco Bicho           | Ricardo Chaves       |
| Bloco Caju            | Babado Novo          |
| Bloco Cerveja & Coco  | Ivete Sangalo        |
| Bloco Eva             | Banda Eva            |
| Bloco Cidadão Nota 10 | Margareth Menezes    |
| Domingo (02/12)       |                      |
| Blocos                | Atrações             |
| Bloco Bicho           | Ricardo Chaves       |
| Bloco Caju            | Babado Novo          |
| Bloco Cerveja & Coco  | Asa de Águia         |
| Bloco Eva             | Banda Eva            |

## 18ª edição (2008)
A 18ª edição do Carnatal ocorreu entre os dias 4 e 7 de dezembro, no circuito tradicional montado ao redor do Estádio Machadão. A micareta, já consagrada como uma das maiores do Brasil, manteve o formato com trios elétricos, blocos, camarotes e arquibancadas, atraindo milhares de foliões durante os quatro dias de festa. Segundo a organização, o evento contou com cerca de 200 mil pessoas por noite, movimentando a economia da capital potiguar e lotando hotéis e pousadas da cidade.
Nesta edição, o Carnatal manteve os principais blocos do circuito. O Voa Voa, comandado por Bell Marques, foi um dos mais disputados, enquanto o Nana Banana trouxe o Chiclete com Banana, atração fixa da festa desde as primeiras edições. O bloco Cerveja & Coco foi dividido entre Ivete Sangalo, nos primeiros dias, e o Asa de Águia, com Durval Lelys, no encerramento do evento. O tradicional Bicho, liderado por Ricardo Chaves, e o Me Abraça, também puxado pelo Asa de Águia, completaram o time das grandes atrações do circuito principal.
A edição de 2008 também ficou marcada pela presença do bloco Me Leva, com a banda Araketu, além do bloco Cheiro, com o Cheiro de Amor. O bloco Burro Elétrico, tradicionalmente puxado por Capilé, continuou com sua proposta irreverente e atraiu um público alternativo. Já o Cidadão Nota 10, promovido pelo Governo do Estado, reuniu artistas locais e convidados em uma ação de cidadania fiscal e social. O evento também contou com estrutura reforçada de segurança, atendimento médico e apoio logístico, reafirmando a profissionalização do Carnatal e sua importância para o calendário cultural do Nordeste.
| Bloco          | Atrações                       | Dias  |
| -------------- | ------------------------------ | ----- |
| Caju           | Babado Novo                    | 4 a 7 |
| Voa Voa        | Bell Marques                   | 4 a 7 |
| Nana Banana    | Chiclete com Banana            | 4 a 7 |
| Cerveja & Coco | - Ivete Sangalo - Asa de Águia | 4 a 7 |
| Bicho          | - Ricardo Chaves - Timbalada   | 4 a 7 |
| Me Abraça      | Asa de Águia                   | 4 a 7 |
| Me Leva        | Ara Ketu                       | 4 a 7 |
| Cheiro         | Cheiro de Amor                 | 4 a 7 |
| Burro Elétrico | Capilé                         | 4 a 7 |

## 19ª edição (2009)
A 19ª edição do Carnatal aconteceu entre os dias 3 e 6 de dezembro , mantendo o tradicional percurso no entorno do Estádio Machadão. Considerado o maior carnaval fora de época do Brasil naquele ano, o evento reuniu cerca de 1 milhão de pessoas ao longo dos quatro dias, com uma média de 250 mil foliões por noite, segundo dados divulgados pela organização.
O evento contou com um elenco de atrações consagradas do axé e da música baiana, além de outros ritmos. Entre os blocos principais, o Voa Voa foi comandado novamente por Bell Marques (em carreira solo no bloco, mas ainda vocalista do Chiclete com Banana na época), enquanto o Nana Banana foi puxado pelo Chiclete com Banana. O bloco Cerveja & Coco trouxe a cantora Ivete Sangalo nos dois primeiros dias e a banda Asa de Águia nos dois dias seguintes, mantendo a alternância que já vinha sendo tradição nos anos anteriores. O bloco Bicho, com Ricardo Chaves, e o Me Abraça, com o Asa de Águia, completaram as principais atrações.
A 19ª edição também foi marcada pela participação do Me Leva, bloco comandado pelo grupo Ara ketu, e do Cheiro, puxado pela banda Cheiro de Amor. O bloco Burro Elétrico, conduzido por Capilé, manteve o perfil irreverente e alternativo da festa. O Cidadão Nota 10, promovido pelo Governo do Estado, trouxe artistas locais e convidados em apresentações especiais. Além dos blocos tradicionais, o Carnatal 2009 foi responsável por movimentar a economia da cidade, gerando empregos temporários e aumentando significativamente a ocupação da rede hoteleira.

### Programação

#### Corredor da Folia
| Quinta Feira (03/12) | Quinta Feira (03/12) |
| Blocos               | Atrações             |
| -------------------- | -------------------- |
| Me Leva!             | Ara Ketu             |
| Cidadão Nota 10      | Lane Cardoso         |
| Burro Elétrico       | Capilé               |
| Nana Banana          | Chiclete com Banana  |
| Amar É!              | Jammil e Uma Noites  |
| Sexta Feira (04/12)  |                      |
| Blocos               | Atrações             |
| Cidadão Nota 10      | Cavaleiros do Forró  |
| Nana Banana          | Chiclete com Banana  |
| Caju                 | Banda Eva            |
| Cerveja & Coco       | Asa de Águia         |
| Bicho                | Tomate               |
| Swingaê!             | Psirico              |
| Sábado (05/12)       |                      |
| Blocos               | Atrações             |
| Cidadão Nota 10      | Margareth Menezes    |
| Nana Banana          | Chiclete com Banana  |
| Amar É!              | Jammil e Uma Noites  |
| Caju                 | Babado Novo          |
| Cerveja & Coco       | Ivete Sangalo        |
| Bicho                | Ricardo Chaves       |
| Swingaê!             | Parangolé            |
| Domingo (06/12)      |                      |
| Blocos               | Atrações             |
| Caju                 | Babado Novo          |
| Cerveja & Coco       | Asa de Águia         |
| Bicho                | Ricardo Chaves       |
| Swingaê!             | Chicabana            |
| Aviões Elétrico      | Aviões do Forró      |

## 20ª edição (2010)
A 20ª edição do Carnatal aconteceu entre os dias 2 e 5 de dezembro, no tradicional circuito do entorno do Estádio Machadão. O evento comemorou duas décadas de existência e, mais uma vez, foi considerado o maior carnaval fora de época do Brasil. Segundo dados da organização, cerca de 1 milhão de pessoas circularam pelo corredor da folia durante os quatro dias, com uma média de 250 mil foliões por noite, número que incluiu participantes de blocos, camarotes e a tradicional "pipoca".
O Carnatal 2010 manteve o formato de desfiles de blocos com trios elétricos exclusivos e atrações de renome nacional. A festa teve como destaque o bloco Nana Banana, comandado pelo Chiclete com Banana, e o bloco Me Abraça, puxado pelo Asa de Águia. O tradicional Cerveja & Coco trouxe novamente a alternância entre Ivete Sangalo, nos dias 2 e 3, e Durval Lelys (Asa de Águia) nos dias 4 e 5. O bloco Bicho, com Ricardo Chaves, foi um dos mais procurados pelos foliões que buscavam a tradição e a interação com o público.
Outra atração importante foi o bloco Cheiro, comandado pela banda Cheiro de Amor, além do Burro Elétrico, puxado por Capilé, que manteve a irreverência e o perfil alternativo da micareta. A edição também contou com o bloco Cidadão Nota 10, promovido pelo governo do Estado, e o bloco Me Leva, com o grupo Ara ketu, reforçando a diversidade da programação. Em 2010, o Carnatal também foi palco de diversas ações sociais e de cidadania, com campanhas de prevenção à AIDS, conscientização ambiental e doação de alimentos, reafirmando o compromisso do evento com a responsabilidade social.

### Programação

#### Corredor da Folia
| Quinta Feira (02/12) | Quinta Feira (02/12) |
| Blocos               | Atrações             |
| -------------------- | -------------------- |
| Nana                 | Chiclete com Banana  |
| Amaré                | Jammil e Uma Noites  |
| Burro Elétrico       | Capilé               |
| Cidadão Nota 10      | Lane Cardoso         |
| Me Leva!             | Ara Ketu             |
| Sexta Feira (03/12)  |                      |
| Blocos               | Atrações             |
| Cerveja & Coco       | Asa de Águia         |
| Nana                 | Chiclete com Banana  |
| Caju                 | Banda Eva            |
| Bicho                | Tomate               |
| Cavaleiros Elétrico  | Cavaleiros do Forró  |
| Swingaê              | Psirico              |
| Sábado (04/12)       |                      |
| Blocos               | Atrações             |
| Caju                 | Claudia Leitte       |
| Nana                 | Chiclete com Banana  |
| Cerveja & Coco       | Ivete Sangalo        |
| Amaré                | Jammil e Uma Noites  |
| Swingaê              | Parangolé            |
| Bicho                | Ricardo Chaves       |
| Cidadão Nota 10      | Margareth Menezes    |
| Domingo (05/12)      |                      |
| Blocos               | Atrações             |
| Cerveja & Coco       | Asa de Águia         |
| Caju                 | Garota Safada        |
| Swingaê              | Chicabana            |
| Bicho                | Ricardo Chaves       |

## 21ª edição (2011)
A 21ª edição do Carnatal aconteceu entre os dias 1 e 4 de dezembro, mantendo o tradicional percurso no entorno do Estádio Machadão. Esta edição marcou a última vez em que o evento foi realizado no Machadão, já que o estádio foi demolido no ano seguinte para a construção da Arena das Dunas, projetada para a Copa do Mundo de 2014. Com isso, o Carnatal de 2011 foi considerado histórico, reunindo um público de aproximadamente 800 mil pessoas nos quatro dias, segundo a organização.
As principais atrações seguiram a tradição dos grandes nomes do axé e da música baiana. O bloco Nana Banana, comandado pelo Chiclete com Banana, foi mais uma vez um dos mais procurados pelos foliões. O bloco Me Abraça, com Durval Lelys (Asa de Águia), também manteve seu público fiel. Já o Cerveja & Coco trouxe uma programação variada: Ivete Sangalo comandou o bloco nos dias 1 e 2, enquanto Durval Lelys assumiu o comando nos dias 3 e 4.
O bloco Bicho, tradicionalmente puxado por Ricardo Chaves, também foi destaque, assim como o bloco Cheiro, com a banda Cheiro de Amor, e o irreverente Burro Elétrico, comandado por Capilé. Outra novidade foi o bloco Swingaê, com o grupo Grafith, uma das bandas locais mais populares do Rio Grande do Norte, que trouxe o forró elétrico e o swing para o circuito. O evento contou ainda com ações sociais e campanhas de conscientização, mantendo o compromisso de aliar festa e responsabilidade social.

### Programação

#### Corredor da Folia
| Quinta Feira (01/12) | Quinta Feira (01/12) |
| Blocos               | Atrações             |
| -------------------- | -------------------- |
| Me Leva              | Netinho              |
| Nana Banana          | Chiclete com Banana  |
| Burro Elétrico       | Capilé               |
| Trio 51              | Banda 5%             |
| Sexta Feira (02/12)  |                      |
| Blocos               | Atrações             |
| Nana Banana          | Chiclete com Banana  |
| Cerveja & Coco       | Asa de Águia         |
| Swingaê              | Psirico              |
| Caju                 | Banda Eva            |
| Trio 51              | Magnatas do Forró    |
| Sábado (03/12)       |                      |
| Blocos               | Atrações             |
| Nana Banana          | Chiclete com Banana  |
| Cerveja & Coco       | Ivete Sangalo        |
| Caju                 | Claudia Leitte       |
| Swingaê              | Parangolé            |
| Bicho                | Tomate               |
| Amar É               | Jammil e Uma Noites  |
| Trio 51              | Rafa & Pipo Marques  |
| Domingo (04/12)      |                      |
| Blocos               | Atrações             |
| Cerveja & Coco       | Asa de Águia         |
| Swingaê              | Grafith              |
| Caju                 | Tuca Fernandes       |
| Bicho                | Ricardo Chaves       |
| Trio 51              | Cavaleiros do Forró  |

## 22ª edição (2012)
A 22ª edição do Carnatal ocorreu entre os dias 6 e 9 de dezembro, marcando uma nova fase da micareta após a desativação do Estádio Machadão. Pela primeira vez, o evento não aconteceu no circuito tradicional e foi transferido para o entorno da Arena das Dunas, que ainda estava em construção, adaptando-se às mudanças urbanísticas de Natal. Essa transição foi acompanhada por polêmicas e readequações logísticas, mas mesmo assim a organização conseguiu manter o sucesso do evento, reunindo aproximadamente 800 mil foliões durante os quatro dias de festa.
A programação manteve os grandes nomes do axé e do circuito micareteiro. O bloco Nana Banana, puxado pelo Chiclete com Banana, foi novamente um dos destaques, enquanto o Me Abraça, comandado por Durval Lelys (Asa de Águia), seguiu entre os preferidos do público. O bloco Cerveja & Coco trouxe uma grade variada, com Ivete Sangalo nos dois primeiros dias e Asa de Águia nos dois últimos, repetindo o formato dos anos anteriores. O tradicional Bicho, com Ricardo Chaves, também manteve sua participação, atraindo o público fiel que acompanha o cantor desde as primeiras edições do Carnatal.
Outros blocos importantes também desfilaram, como o Burro Elétrico, puxado por Capilé, e o Swingaê, com a Banda Grafith, que trouxe o ritmo local do forró elétrico para o circuito. O evento, apesar das mudanças de percurso e da redução no número de camarotes, manteve o modelo de trios elétricos próprios para cada bloco e uma operação de segurança com reforço policial e ações preventivas. Esta edição também foi marcada pela saudade do circuito antigo, com muitos foliões relembrando os tempos do Machadão, mas reconhecendo a importância de manter o Carnatal vivo no cenário das micaretas do país.

### Programação

#### Corredor da Folia
| Quinta Feira (06/12) | Quinta Feira (06/12) |
| Blocos               | Atrações             |
| -------------------- | -------------------- |
| Pirraça              | Jorge & Mateus       |
| Burro Elétrico       | Capilé               |
| Me Leva/Bikoka       | Netinho              |
| Nana                 | Chiclete com Banana  |
| Sexta Feira (07/12)  |                      |
| Blocos               | Atrações             |
| Nana                 | Chiclete com Banana  |
| Cerveja & Coco       | Asa de Águia         |
| Swingaê              | Parangolé            |
| Bicho                | Tomate               |
| Caju                 | Claudia Leitte       |
| Sábado (08/12)       |                      |
| Blocos               | Atrações             |
| Cerveja & Coco       | Ivete Sangalo        |
| Swingaê              | Psirico              |
| Bicho                | Ricardo Chaves       |
| Nana                 | Chiclete com Banana  |
| Balada               | Tuca Fernandes       |
| Domingo (09/12)      |                      |
| Blocos               | Atrações             |
| Cerveja & Coco       | Asa de Águia         |
| Bicho                | Ricardo Chaves       |
| Swingaê              | Grafith              |

## 23ª edição (2013)
A 23ª edição do Carnatal ocorreu entre os dias 5 e 7 de dezembro, desta vez no Parque Aristófanes Fernandes, em Parnamirim, na Grande Natal. A mudança de local foi motivada pelas obras da Arena das Dunas e pela necessidade de um espaço alternativo que comportasse a estrutura do evento, incluindo camarotes, arquibancadas, trios elétricos e a circulação segura dos foliões.
O Carnatal 2013 contou com blocos tradicionais e atrações de destaque do axé e do forró elétrico. O Nana Banana, puxado pelo Chiclete com Banana, foi um dos principais blocos, em uma das últimas apresentações da banda com Bell Marques à frente. O bloco Me Abraça, comandado por Durval Lelys, também esteve presente em todos os dias do evento. O Cerveja & Coco teve dois formatos: nos dias 5 e 6 foi puxado por Ivete Sangalo, e nos dias 7 e 8 por Durval Lelys, dividindo a folia entre os artistas.
O tradicional Bicho, liderado por Ricardo Chaves, abriu o desfile em todos os dias. O evento ainda contou com o Burro Elétrico, comandado por Capilé, o Swingaê, com a Banda Grafith, e o bloco Cheiro, com a Cheiro de Amor. Ao longo dos quatro dias, o público foi estimado em cerca de 600 mil pessoas, movimentando a economia local e fortalecendo o calendário cultural da região.

### Programação

#### Corredor da Folia
| Quinta Feira (05/12) | Quinta Feira (05/12)                           |
| Blocos               | Atrações                                       |
| -------------------- | ---------------------------------------------- |
| Nana Banana          | Chiclete com Banana                            |
| Grafith              | Grafith                                        |
| Sexta Feira (06/12)  |                                                |
| Blocos               | Atrações                                       |
| Nana Banana          | Chiclete com Banana                            |
| Coco Bambu           | Asa de Águia com participação de Ivete Sangalo |
| Caju                 | Claudia Leitte                                 |
| Arena 51             | Parangolé                                      |
| Sábado (07/12)       |                                                |
| Blocos               | Atrações                                       |
| Nana Banana          | Chiclete com Banana                            |
| Coco Bambu           | Asa de Águia                                   |
| Bicho                | Ricardo Chaves                                 |
| Arena 51             | Psirico                                        |

#### Camarote Skol
| Atrações              | Atrações             | Atrações             |
| Quinta Feira (05/12)  | Quinta Feira (05/12) | Quinta Feira (05/12) |
| --------------------- | -------------------- | -------------------- |
| Bateria Surdo Um (RJ) | Pura Tentação        | Sax in The House     |
| Sexta Feira (06/12)   |                      |                      |
| Oito7Nove4            | Mesa Doze            | El Baile             |
| Sábado (07/12)        |                      |                      |
| Tuca Fernandes        | Caddu Rodrigues      | DJ Juliana Barbosa   |

#### Arena 51
| Atrações             | Atrações            | Atrações       |
| Quinta Feira (05/12) | Sexta Feira (06/12) | Sábado (07/12) |
| -------------------- | ------------------- | -------------- |
| Harmonia do Samba    | Parangolé           | Psirico        |

## 24ª edição (2014)
A 24ª edição do Carnatal aconteceu entre os dias 4 e 7 de dezembro, marcando o retorno da festa ao entorno da Arena das Dunas, em Natal. O novo circuito foi montado no mesmo espaço onde antes funcionava o tradicional “Corredor da Folia”, adaptado à realidade da região com a estrutura moderna da arena, palco da Copa do Mundo de 2014. Essa mudança reaproximou o evento do público natalense e reacendeu a tradição da micareta na área central da cidade.
O Carnatal 2014 contou com as principais atrações da música baiana e regional. O bloco Nana Banana, puxado pelo Chiclete com Banana, participou da festa em todos os dias, enquanto o cantor Bell Marques, já em carreira solo, comandou o bloco Vumbora nos dias 5 e 6. O Cerveja & Coco trouxe Ivete Sangalo nos dois primeiros dias e Durval Lelys no sábado e domingo. O bloco Bicho, liderado por Ricardo Chaves, esteve presente em todos os dias do evento, assim como o Cheiro, com a banda Cheiro de Amor. O bloco Me Abraça foi comandado por Durval Lelys nos dias 6 e 7. Já o irreverente Burro Elétrico teve a animação do cantor Capilé, e o bloco Swingaê foi puxado pela Banda Grafith, representando a cena musical potiguar.
A festa recebeu cerca de 300 mil foliões nos quatro dias, com público diversificado entre blocos, camarotes e arquibancadas montadas próximas ao circuito. A organização reforçou a segurança, atendimento médico e logística de trânsito, consolidando o retorno do evento ao seu espaço tradicional e fortalecendo o Carnatal como um dos eventos mais relevantes do calendário turístico do Rio Grande do Norte.

### Programação

#### Corredor da Folia
| Quinta Feira (04/12) | Quinta Feira (04/12)       |
| Blocos               | Atrações                   |
| -------------------- | -------------------------- |
| Bikoka               | Babado Novo (Mari Antunes) |
| Vumbora              | Bell Marques               |
| Burro Elétrico       | Almir Rouche               |
| Sexta Feira (05/12)  |                            |
| Blocos               | Atrações                   |
| Vumbora              | Bell Marques               |
| Largadinho           | Claudia Leitte             |
| Me Abraça            | Durval Lelys               |
| Balada               | Tuca Fernandes             |
| Sábado (06/12)       |                            |
| Blocos               | Atrações                   |
| Vumbora              | Bell Marques               |
| Me Abraça            | Durval Lelys               |
| Bicho                | Ricardo Chaves             |
| Swingaê              | Léo Santana                |
| Domingo (07/12)      |                            |
| Blocos               | Atrações                   |
| Coruja               | Ivete Sangalo              |
| Swingaê              | Grafith                    |
| Bicho                | Ricardo Chaves             |

#### Camarote Skol
| Atrações             | Atrações            | Atrações       | Atrações        |
| Quinta Feira (04/12) | Sexta Feira (05/12) | Sábado (06/12) | Domingo (07/12) |
| -------------------- | ------------------- | -------------- | --------------- |
| Saulo Fernandes      | Timbalada           | Oito7Nove4     | Tuca Fernandes  |

## 25ª edição (2015)
A 25ª edição do Carnatal aconteceu entre os dias 3 e 6 de dezembro, no entorno da Arena das Dunas, mantendo o circuito fechado que havia sido implementado no ano anterior. A festa seguiu o modelo consolidado de trios elétricos, blocos, camarotes e arquibancadas, atraindo cerca de 300 mil foliões ao longo dos quatro dias. Nesta edição, o Carnatal celebrou um quarto de século de história e tradição, mantendo a mistura de ritmos e atrações que caracterizam o evento desde 1991.
O evento contou com algumas novidades importantes. O cantor Bell Marques, em carreira solo desde 2014, comandou o bloco Vumbora nos dias 4 e 5 de dezembro. O tradicional Nana Banana, com o Chiclete com Banana já sob o comando de Rafa Chaves, desfilou nos quatro dias da festa. O bloco Me Abraça foi liderado por Durval Lelys nos dias 5 e 6, enquanto o bloco Cerveja & Coco trouxe Ivete Sangalo nos dois primeiros dias. O bloco Bicho, com Ricardo Chaves, também participou durante todo o evento, assim como o Cheiro, com a banda Cheiro de Amor.

### Programação

#### Corredor da Folia
| Quinta Feira (03/12) | Quinta Feira (03/12) |
| Blocos               | Atrações             |
| -------------------- | -------------------- |
| Burro Elétrico       | Almir Rouche         |
| Vumbora              | Bell Marques         |
| Sexta Feira (04/12)  |                      |
| Blocos               | Atrações             |
| Me Abraça            | Durval Lelys         |
| Vai Safadão          | Wesley Safadão       |
| Largadinho           | Claudia Leitte       |
| Vumbora              | Bell Marques         |
| Sábado (05/12)       |                      |
| Blocos               | Atrações             |
| Me Abraça            | Durval Lelys         |
| Bicho                | Ricardo Chaves       |
| Swingaê              | Léo Santana          |
| Vumbora              | Bell Marques         |
| Domingo (06/12)      |                      |
| Blocos               | Atrações             |
| Coruja               | Ivete Sangalo        |
| Swingaê              | Grafith              |
| Bicho                | Ricardo Chaves       |

#### Camarote Skol
| Atrações             | Atrações            | Atrações       | Atrações        |
| Quinta Feira (03/12) | Sexta Feira (04/12) | Sábado (05/12) | Domingo (06/12) |
| -------------------- | ------------------- | -------------- | --------------- |
| Saulo Fernandes      | Timbalada           | Oito7Nove4     | Tuca Fernandes  |

#### Arena Carnatal
| Atrações             | Atrações            | Atrações       | Atrações                     |
| Quinta Feira (03/12) | Sexta Feira (04/12) | Sábado (05/12) | Domingo (06/12)              |
| -------------------- | ------------------- | -------------- | ---------------------------- |
| Psirico              | Babado Novo         | Oito7Nove4     | Cheiro de Amor (Vina Calmon) |

## 26ª edição (2016)
A 26ª edição do Carnatal foi realizada entre os dias 1 e 4 de dezembro, mais uma vez no entorno da Arena das Dunas, em Natal. O evento manteve o modelo de circuito fechado com trios elétricos, blocos e camarotes, consolidando o formato iniciado em 2014. Com estimativa de cerca de 300 mil foliões durante os quatro dias, o Carnatal de 2016 reafirmou a festa como um dos maiores eventos populares da região, movimentando o turismo e a economia da capital potiguar.
O Carnatal 2016 contou com atrações tradicionais e novidades. O bloco Vumbora, comandado por Bell Marques, desfilou nos dias 2 e 3 de dezembro. Já o bloco Me Abraça, com Durval Lelys, passou pelo circuito no dia 4. O bloco Cerveja & Coco, comandado por Ivete Sangalo, desfilou nos dias 1 e 2 de dezembro, e o Nana Banana retornou com o Chiclete com Banana durante todos os dias da festa, sob o comando de Rafa Chaves. O tradicional Bicho, com Ricardo Chaves, também participou dos quatro dias de folia, reforçando sua ligação histórica com o Carnatal.
Outras atrações da festa incluíram a Banda Eva, com Felipe Pezzoni, puxando o bloco Eva no dia 3 de dezembro, e o irreverente Burro Elétrico, mais uma vez comandado por Capilé, reunindo foliões veteranos e jornalistas. A Banda Grafith puxou o bloco Swingaê, voltado ao público potiguar. O evento teve ainda reforço na segurança e uma programação variada nos camarotes temáticos, que contaram com apresentações de artistas como Felipe Araújo, Dorgival Dantas, Aviões do Forró e Wesley Safadão, ampliando a oferta de ritmos além do axé.

### Programação

#### Corredor da Folia
| Quinta Feira (01/12) | Quinta Feira (01/12)            |
| Blocos               | Atrações                        |
| -------------------- | ------------------------------- |
| Vumbora              | Bell Marques                    |
| Vem Com Jonas        | Banda Chicabana, Jonas Esticado |
| Sexta Feira (02/12)  |                                 |
| Blocos               | Atrações                        |
| Vumbora              | Bell Marques                    |
| Largadinho           | Claudia Leitte                  |
| Swingaê              | Leo Santana                     |
| Me Abraça            | Durval Lelys                    |
| Sábado (03/12)       |                                 |
| Blocos               | Atrações                        |
| Vumbora              | Bell Marques                    |
| Ôbaiuno              | Saulo Fernandes                 |
| Me Abraça            | Durval Lelys                    |
| Bicho                | Ricardo Chaves                  |
| Domingo (04/12)      |                                 |
| Blocos               | Atrações                        |
| Meu e Seu            | Harmonia do Samba               |
| Bicho                | Ricardo Chaves                  |
| Vai Safadão          | Wesley Safadão                  |
| Coruja               | Ivete Sangalo                   |

#### Camarote Skol
| Atrações       | Atrações        |
| Sábado (03/12) | Domingo (04/12) |
| -------------- | --------------- |
| Cheiro de Amor | Bell Marques    |

## 27ª edição (2017)
A 27ª edição do Carnatal ocorreu entre os dias 7 e 10 de dezembro, no entorno da Arena das Dunas. O evento manteve o formato de circuito fechado, com trios elétricos, camarotes, arquibancadas e a recém-criada Arena Elétrica, atraindo blocos tradicionais e novos ritmos. A festa de 2017 trouxe blocos consagrados e estreias marcantes. O cantor Gabriel Diniz comandou o bloco Siimm na noite de abertura. Logo em seguida, o Burro Elétrico foi puxado por José Orlando e Gota Elétrica, seguido pelo trio do Vumbora!, sob o comando de Bell Marques, com participação de Rafa e Pipo Marques.
A Arena Elétrica e o Camarote Skol complementaram a programação: além dos blocos, a Arena contou com shows de FitDance, Babado Novo, Psirico e Banda Eva, enquanto o Camarote Skol trouxe Jorge & Mateus, Latino, Bell Marques, Rafa & Pipo Marques e Matheus & Kauan.

### Programação

#### Corredor da Folia
| Quinta Feira (07/12) | Quinta Feira (07/12)                          |
| Blocos               | Atrações                                      |
| -------------------- | --------------------------------------------- |
| Siimm                | Gabriel Diniz                                 |
| Burro Elétrico       | José Orlando e Gota Elétrica                  |
| Vumbora              | Bell Marques / Rafa & Pipo Marques (3ª volta) |
| Sexta Feira (08/12)  |                                               |
| Blocos               | Atrações                                      |
| Vumbora              | Bell Marques                                  |
| Me Abraça            | Durval Lelys                                  |
| Largadinho           | Claudia Leitte                                |
| Vem Com Gigante      | Leo Santana                                   |
| Sábado (09/12)       |                                               |
| Blocos               | Atrações                                      |
| Coruja               | Ivete Sangalo                                 |
| Vumbora              | Bell Marques                                  |
| Me Abrace            | Durval Lelys                                  |
| Bicho                | Ricardo Chaves                                |
| Domingo (10/12)      |                                               |
| Blocos               | Atrações                                      |
| Vai Safadão          | Wesley Safadão                                |
| Ôbaiuno              | Saulo Fernandes                               |
| Meu e Seu            | Harmonia do Samba                             |
| Bicho                | Ricardo Chaves                                |

#### Arena Elétrica
| Atrações             | Atrações            | Atrações       | Atrações        |
| Quinta Feira (07/12) | Sexta Feira (08/12) | Sábado (09/12) | Domingo (10/12) |
| -------------------- | ------------------- | -------------- | --------------- |
| Fitdance             | Babado Novo         | Psirico        | Banda Eva       |

#### Camarote Skol
| Atrações             | Atrações            | Atrações                           | Atrações        |
| Quinta Feira (07/12) | Sexta Feira (08/12) | Sábado (09/12)                     | Domingo (10/12) |
| -------------------- | ------------------- | ---------------------------------- | --------------- |
| Latino               | Jorge & Matheus     | Bell Marques e Rafa & Pipo Marques | Matheus e Kauan |

## 28ª edição (2018)
A 28ª edição do Carnatal foi realizada entre os dias 13 e 16 de dezembro, no entorno da Arena das Dunas. Nesta edição, o percurso manteve o circuito fechado com trios elétricos, camarotes e arquibancadas ao longo do “Corredor da Folia” no largo da arena. A programação também incluiu a Estação Skol, espaço com palco 360º que estendeu a festa mesmo após a passagem dos blocos, com shows de bandas como Jammil e FitDance.
Durante os quatro dias, uma grande multidão se reuniu na Arena das Dunas, com destaque para o público na sexta-feira, dia 14 de dezembro, que tomou totalmente o corredor do evento. Para garantir a segurança, a organização contou com o apoio de cerca de 600 policiais atuando especialmente na área externa do evento.
A edição também introduziu ajustes de data, passando a ser realizada no segundo fim de semana de dezembro, conforme decisão da organização para acomodar melhor a agenda de shows e patrocinadores.

### Programação

#### Corredor da Folia
| Quinta Feira (13/12) | Quinta Feira (13/12)                          |
| Blocos               | Atrações                                      |
| -------------------- | --------------------------------------------- |
| Siimm                | Gabriel Diniz                                 |
| Burro Elétrico       | Bloco do Magão                                |
| Vumbora              | Bell Marques / Rafa & Pipo Marques (3ª volta) |
| Sexta Feira (14/12)  |                                               |
| Blocos               | Atrações                                      |
| Me Abraça            | Durval Lelys                                  |
| Ôbaiuno              | Saulo Fernandes                               |
| Vem com o Gigante    | Leo Santana                                   |
| Vumbora              | Bell Marques                                  |
| Sábado (15/12)       |                                               |
| Blocos               | Atrações                                      |
| Vumbora              | Bell Marques                                  |
| Me Abraça            | Durval Lelys                                  |
| Bicho                | Ricardo Chaves                                |
| Largadinho           | Claudia Leitte                                |
| Domingo (16/12)      |                                               |
| Blocos               | Atrações                                      |
| Vumbora Day          | Rafa & Pipo Marques                           |
| Coruja               | Ivete Sangalo                                 |
| PSI                  | Psirico                                       |
| Bicho                | Ricardo Chaves                                |

#### Estação Skol
| Atrações             | Atrações            | Atrações       | Atrações        |
| Quinta Feira (13/12) | Sexta Feira (14/12) | Sábado (15/12) | Domingo (16/12) |
| -------------------- | ------------------- | -------------- | --------------- |
| Pedro Lucas          | Fitdance            | Jammil         | Bruno Stein     |

## 29ª edição (2019)
A 29ª edição do Carnatal ocorreu entre os dias 12 e 15 de dezembro, no entorno da Arena das Dunas, mantendo o circuito fechado com trios elétricos, camarotes e arquibancadas no tradicional “Corredor da Folia”. A exceção desse circuito foi a estreia do espaço Estação Skol, ponto de convergência após os desfiles para shows extras.
Segundo a organização, aproximadamente 200 mil pessoas circularam diariamente pelo espaço do evento, que contou com dez blocos oficiais puxados por grandes atrações da música brasileira, incluindo Bell Marques, Ivete Sangalo, Cláudia Leitte, Ricardo Chaves, Saulo Fernandes, Léo Santana e Alinne Rosa. O evento também garantiu forte presença do camarote Skol Beats com programação musical de peso.

### Programação

#### Corredor da Folia
| Quinta Feira (12/12) | Quinta Feira (12/12) |
| Blocos               | Atrações             |
| -------------------- | -------------------- |
| FitDance             | Fit Dance            |
| O Vale               | Alinne Rosa          |
| Vumbora              | Bell Marques         |
| Sexta Feira (13/12)  |                      |
| Blocos               | Atrações             |
| Largadinho           | Claudia Leitte       |
| Vumbora              | Bell Marques         |
| Me Abraça            | Durval Lelys         |
| Solta o Parango      | Parangolé            |
| Sábado (14/12)       |                      |
| Blocos               | Atrações             |
| Vumbora              | Bell Marques         |
| Vem com o Gigante    | Leo Santana          |
| Bicho                | Ricardo Chaves       |
| ÔBaiuno              | Saulo Fernandes      |
| Domingo (15/12)      |                      |
| Blocos               | Atrações             |
| Vumbora Day          | Rafa & Pipo Marques  |
| Village              | Ivete Sangalo        |
| Vem com o Gigante    | Leo Santana          |
| Bicho                | Ricardo Chaves       |

#### Camarote Skol Beats
| Atrações             | Atrações            | Atrações       | Atrações        |
| Quinta Feira (12/12) | Sexta Feira (13/12) | Sábado (14/12) | Domingo (15/12) |
| -------------------- | ------------------- | -------------- | --------------- |
| DJ Álvares           | Daniel Pessoa       | João Faria     | Felipe BZ       |
| Ralk                 | Rafa & Pipo Marques | Durval Lelys   | Make U Sweat    |
| Gusttavo Lima        | Dennis              | Xand Avião     | Anitta          |

## 2020
A 30ª edição do Carnatal, que estava inicialmente prevista para ocorrer entre 3 e 6 de dezembro de 2020, foi cancelada devido à pandemia de COVID‑19, conforme anúncio oficial da organização. Segundo declarações do diretor da empresa Destaque Propaganda, responsável pelo evento, protocolos como aferição de temperatura, distanciamento e controle de público inviabilizaram a realização nos moldes tradicionais, e alternativas como transmissão online foram consideradas.
Desde então, o Carnatal não ocorreu em 2020, mas as edições seguintes foram retomadas em 2021, respeitando protocolos sanitários e exigindo a apresentação de certificado de vacinação para acesso ao evento no entorno da Arena das Dunas.

## 30ª edição (2021)
A 31ª edição do Carnatal ocorreu entre os dias 9 e 12 de dezembro de 2021, no largo da Arena das Dunas. A realização marcou a retomada da micareta após a suspensão em 2020. Para acessar o evento, foi exigido certificado de vacinação completa contra COVID‑19, com entrega de pulseira certificadora no Natal Shopping e Centro de Convenções. Também foi necessária apresentação do documento na entrada do evento, e o uso da pulseira era obrigatório durante os quatro dias.
Segundo os organizadores, esperava-se um público médio de cerca de 15 mil pessoas por dia, um número significativamente menor do que nos anos anteriores devido às restrições sanitárias impostas. O formato incluiu desfiles dos blocos tradicionais e a volta da festiva “Arena Elétrica”, com shows extras nos camarotes e espaços temáticos.
Entre os blocos confirmados estavam o Vumbora!, comandado por Bell Marques; o Bicho, com Ricardo Chaves; o Bloco da Anitta, em sua estreia no Carnatal, puxado pela cantora Anitta; além dos tradicionais Me Abraça, Largadinho, Swingaê , entre outros nomes do axé, forró e sertanejo.

### Programação

#### Corredor da Folia
| Quinta Feira (09/12) | Quinta Feira (09/12)              |
| Blocos               | Atrações                          |
| -------------------- | --------------------------------- |
| TBT do Caju          | Marcia Freire                     |
| Vumbora              | Bell Marques                      |
| Sexta Feira (10/12)  |                                   |
| Blocos               | Atrações                          |
| Largadinho           | Claudia Leitte                    |
| Vumbora              | Bell Marques                      |
| Vem Com o Gigante    | Leo Santana                       |
| Eva                  | Banda Eva                         |
| Sábado (11/12)       |                                   |
| Blocos               | Atrações                          |
| Vumbora              | Bell Marques                      |
| Bloco da Anitta      | Anitta                            |
| Bicho                | Ricardo Chaves                    |
| Solta o Parango      | Parangolé                         |
| Domingo (12/12)      |                                   |
| Blocos               | Atrações                          |
| Vumbora              | Ávine Vinny / Rafa & Pipo Marques |
| Crocodilo            | Daniela Mercury                   |
| Bicho                | Ricardo Chaves                    |

## 31ª edição (2022)
A 31ª edição do Carnatal foi realizada entre os dias 9 e 11 de dezembro de 2022, na área externa da Arena das Dunas. O evento manteve o tradicional circuito fechado conhecido como Corredor da Folia, onde os blocos circularam em horários intercalados, com encerramento das apresentações dentro da arena em um camarote estruturado com shows exclusivos, serviços premium e atrações de destaque da música nacional.
Com uma programação intensa que se estendeu por cerca de 12 horas diárias, o Carnatal 2022 reuniu artistas consagrados e novos nomes do axé, forró e pop brasileiro. Entre as atrações estavam Ivete Sangalo, Bell Marques, Claudia Leitte, Anitta, Léo Santana, Nattan, Felipe Amorim, Pedro Sampaio e Ricardo Chaves, reafirmando o evento como um dos maiores carnavais fora de época do país.

### Programação

#### Corredor da Folia
| Sexta Feira (09/12) | Sexta Feira (09/12)                |
| Blocos              | Atrações                           |
| ------------------- | ---------------------------------- |
| Largadinho          | Claudia Leitte                     |
| Hype                | Nattan / Felipe Amorim             |
| Vumbora             | Bell Marques / Rafa & Pipo Marques |
| Sábado (10/12)      |                                    |
| Blocos              | Atrações                           |
| Vumbora             | Bell Marques                       |
| Bloco da Anitta     | Anitta                             |
| Vem Com o Gigante   | Leo Santana                        |
| Sábado (10/12)      |                                    |
| Blocos              | Atrações                           |
| Village             | Ivete Sangalo                      |
| Vumbora             | Bell Marques                       |
| Bicho               | Ricardo Chaves                     |

## 32ª edição (2023)
A 32ª edição do Carnatal foi realizada entre os dias 8 e 10 de dezembro de 2023, no entorno da Arena das Dunas, mantendo o circuito famoso “Corredor da Folia”. Após os desfiles, a festa continuou dentro da arena com o Camarote Skol Beats, onde se apresentaram grandes artistas nacionais, mantendo a folia até o amanhecer.
Entre as novidades dessa edição, destacou-se o retorno de blocos históricos, como o Zero Oito Quatro, além da modernização dos serviços de atendimento, segurança e venda de abadás, com novas parcerias digitais e mais pontos de apoio físico. A produção do evento, mais uma vez assinada pela Destaque Promoções, celebrou o sucesso da retomada completa da festa após os efeitos da pandemia, com foco em segurança, conforto e diversidade de atrações.
Apesar de manter o formato tradicional, a edição de 2023 foi marcada por ações voltadas à sustentabilidade e inclusão, com campanhas de incentivo à coleta seletiva e maior acessibilidade para foliões com deficiência ou mobilidade reduzida.

### Programação

#### Corredor da Folia
| Sexta Feira (08/12) | Sexta Feira (08/12)    |
| Blocos              | Atrações               |
| ------------------- | ---------------------- |
| Vumbora             | Bell Marques           |
| O Vale              | Alinne Rosa            |
| Hype                | Nattan / Felipe Amorim |
| Sábado (09/12)      |                        |
| Blocos              | Atrações               |
| Largadinho          | Claudia Leitte         |
| Vem com o Gigante   | Leo Santana            |
| Vumbora             | Bell Marques           |
| Domingo (10/12)     |                        |
| Blocos              | Atrações               |
| Village             | Ivete Sangalo          |
| Vumbora             | Bell Marques           |
| Zero Oito Quatro    | Grafith                |

#### Camarote Beats
| Atrações            | Atrações            | Atrações        |
| Sexta Feira (08/12) | Sábado (09/12)      | Domingo (10/12) |
| ------------------- | ------------------- | --------------- |
| Durval Lelys        | Xand Avião          | Jorge & Mateus  |
| Thiaguinho          | Hugo & Guilherme    | Zé Vaqueiro     |
| Filhos da Bahia     | Rafa & Pipo Marques | Banda Eva       |
| Pedro Sampaio       | Locos               | Lipe Lucena     |

## 33ª edição (2024)
A 33ª edição do Carnatal ocorreu entre os dias 6 e 8 de dezembro de 2024, no entorno da Arena das Dunas, em Natal. O evento manteve o modelo de circuito fechado com os blocos desfilando no chamado “Corredor da Folia”. Ao término dos trios, a festa seguiu dentro da arena com shows no Camarote Skol Beats, além de ações no espaço cultural Largo dos Reis, palco montado próximo ao corredor com atrações gratuitas para o público geral. A abertura dos portões foi às 17h na sexta e sábado, e às 17h30 no domingo, com encerramento programado após o último bloco do dia.
A organização divulgou esquema reforçado de estrutura e segurança: aproximadamente 600 policiais atuaram no entorno e nos acessos, além de pontos de apoio médico e orientadores espalhados no circuito. A venda de abadás foi modernizada com pontos físicos e digitais, garantindo maior agilidade e controle do público.
O impacto econômico da edição foi destacado pela transmissão nacional do evento, com 25 horas de cobertura ao vivo na TV aberta para várias regiões do Nordeste, e pela ocupação elevada na rede hoteleira ao longo do fim de semana do evento.

### Programação

#### Corredor da Folia
| Sexta Feira (06/12) | Sexta Feira (06/12)                |
| Blocos              | Atrações                           |
| ------------------- | ---------------------------------- |
| O Pai Chegou        | Tony Salles                        |
| Largadinho          | Claudia Leitte                     |
| Vumbora             | Bell Marques / Rafa & Pipo Marques |
| Sábado (07/12)      |                                    |
| Blocos              | Atrações                           |
| Vem com o Gigante   | Leo Santana                        |
| Vumbora             | Bell Marques                       |
| Bloco da Anitta     | Anitta                             |
| Domingo (08/12)     |                                    |
| Blocos              | Atrações                           |
| Euforia             | Ivete Sangalo                      |
| Vumbora             | Bell Marques                       |
| 084                 | Grafith                            |

#### Camarote Beats
| Atrações            | Atrações            | Atrações        |
| Sexta Feira (08/12) | Sábado (09/12)      | Domingo (10/12) |
| ------------------- | ------------------- | --------------- |
| Wesley Safadão      | Xand Avião          | Matuê           |
| Henry Freitas       | Nattan              | Natanzinho Lima |
| Durval Lélys        | Rafa & Pipo Marques | Felipe Amorim   |

#### Largo dos Reis
| Atrações                            | Atrações                              | Atrações                |
| Sexta Feira (08/12)                 | Sábado (09/12)                        | Domingo (10/12)         |
| ----------------------------------- | ------------------------------------- | ----------------------- |
| Kiko Chicabana part. Cheiro de Amor | Ricardo Chaves part. Serginho Pimenta | Timbalada part. Grafith |